# Paula Reimann
Paula Verena Reimann (verehelichte Schulthess; * 16. September 1884 in Aarau; † 16. November 1973 in Basel) war eine Schweizer Theaterschauspielerin.

## Leben
Paula Reimann erhielt ihre schauspielerische Ausbildung von Karl Skraup und debütierte 1902 am Stadttheater Bonn als «jugendliche Heldin» und «sentimentale Liebhaberin». 1904 wechselte sie für eine Spielzeit an das Stadttheater Metz und war von 1905 bis 1908 am Herzoglichen Hoftheater Altenburg engagiert. Anschliessend kam sie nach Berlin und spielte dort zunächst erneut als jugendliche Heldin am Neuen Theater, 1910/11 dann an den Königlichen Schauspielen. Weitere Stationen waren das Deutsche Theater, das zu jener Zeit von Max Reinhardt geleitet wurde, die Kammerspiele und der Zirkus Schumann.
Paula Reimann spielte grosse und wichtige Rollen und galt vor dem Ersten Weltkrieg als eine der bedeutendsten Schweizer Schauspielerinnen in Deutschland. Sie war das Gretchen in Johann Wolfgang von Goethes Faust, Franziska in Minna von Barnhelm von Gotthold Ephraim Lessing oder Elisabeth von Valois in Friedrich Schillers Don Karlos. In Carl Sternheims Komödie Die Kassette spielte sie neben Albert Bassermann die Rolle der Fanny Krull, im Jedermann von Hugo von Hofmannsthal verkörperte sie die Buhlschaft, in Turandot nach Carlo Gozzi hatte sie die Titelrolle inne.
Während oder nach dem Ersten Weltkrieg heiratete Paula Reimann den Chemiker Oscar Schulthess und zog mit ihm nach Basel. Sie gab ihre künstlerische Laufbahn vollständig auf und widmete sich administrativen Aufgaben. Sie war Leiterin des «Lyceum-Clubs», Mitbegründerin der «Freunde des PEN-Clubs» und Vorstandsmitglied der Christkatholischen Kirche.